# Троценко Костянтин Володимирович
Костянти́н Володи́мирович Троце́нко — старший сержант Збройних сил України.

## З життєпису
Восени 2014-го водій БТР-4є 1-го батальйону харківської оперативної бригади. Брав участь в обороні блокпостів між селами Сміле і Хороше на «Бахмутській трасі». Одного разу терористи влаштували свій блокпост між двома українськими. 2 БТРи намагалися пробитися, були підбиті та згоріли. БТР сержанта Троценка також була пошкоджена, проте лишалася в строю. Сержант вивіз з-під обстрілу поранених бійців. По тому на великій швидкості в часі бою вивіз двох важкопоранених. Це йому вдалося зробити на БТРі в майже неробочому стані — гармата відмовила, екрани не працювали, електроніка згоріла.

## Нагороди
За особисту мужність і героїзм, виявлені у захисті державного суверенітету та територіальної цілісності України, вірність військовій присязі під час російсько-української війни
- нагороджений орденом «За мужність» III ступеня (25.3.2015).